# クズの本懐
『クズの本懐』（クズのほんかい）は、横槍メンゴによる日本の漫画作品。『月刊ビッグガンガン』（スクウェア・エニックス）で2012年Vol.10から2017年Vol.04まで連載された。テレビアニメとテレビドラマも同月に最終回を迎えたことから、同時完結となった。また、同誌にて番外編『クズの本懐 décor』が、2017年Vol.12から2018年Vol.06まで連載。2017年3月時点で累計発行部数は180万部を突破している。

## あらすじ
安楽岡花火と粟屋麦は一見、理想の高校生カップル。しかし2人とも他に好きな人がいることを了解しながら一緒にいた。花火は幼いころからお兄ちゃんと慕っていた鐘井鳴海を、麦は昔家庭教師をしてくれた皆川茜が好きだった。それぞれ花火たちの高校の新任教師になった鐘井と茜は次第に距離を縮めていく。それを見守る花火と麦はお互いに似たところがあるのを感じ、お互いを好きにならないこと、どちらかの恋が実ったら別れること、そしてお互いの身体的な欲求にはどんなときでも受け入れることを条件に付き合っている振りをすることになる。

## 登場人物
※ 「声」はアニメ版での声優。「演」はドラマ版で演じる俳優。
安楽岡 花火（やすらおか はなび）
声 - 安済知佳 / 演 - 吉本実憂
本作の女主人公。高校2年生。身長は157cm。表向きは麦と付き合っており、本当は鳴海に恋心を抱いている。学校では成績優秀で特進クラスに通っており、優等生を演じているが、麦と2人でいる時は本音のままに振舞っている。美少女で、男子から噂されることもある。家庭的であり、前向きな性格。
粟屋 麦（あわや むぎ）
声 - 島﨑信長、大津愛理（幼少期） / 演 - 桜田通
本作の男主人公。高校2年生。身長は171cm。花火の彼氏を演じているが、本心では家庭教師をしていた茜に片思いしている。色白な肌とサラサラの髪が特徴。花火同様に容姿が整っており、友人達からもモテると評される。
鐘井 鳴海（かない なるみ）
声 - 野島健児 / 演 - 水田航生
花火のクラスを担任する教師。担当は国語。温厚な性格。身長は178cm。花火とは幼いころからの付き合いがあり、妹のように思っている。同僚の茜に恋心を抱いている。鈍感で、花火の好意には気付いていない様子。
皆川 茜（みながわ あかね）
声 - 豊崎愛生 / 演 - 逢沢りな
花火らの高校に勤務する音楽教師。身長は158cm。麦の中学時代の家庭教師。清楚な容姿から、生徒の人気が高い。しかし、外見とは反し、性的なモラルが乱れている。
絵鳩 早苗（えばと さなえ）
声 - 戸松遥 / 演 - 池上紗理依
花火の友人で、美人。身長は165cm。花火から「えっちゃん」と呼ばれている。同性である花火に好意を寄せており、花火と麦の関係に疑問を持っている。
鴎端 のり子（かもめばた のりこ）
声 - 井澤詩織 / 演 - 志保
愛らしい容姿の持ち主で、麦の幼馴染み。身長は149cm。麦と遊んでいたころに「王子様とお姫様みたい」と言われたことがきっかけで「お姫様」への憧れを持ち、「王子様」である麦に好意を寄せている。花火とは幼稚園のころから不仲だった。そのことも原因となり、花火が麦と付き合っていることに対して不満を抱いている。
本名で呼ばれる事を嫌っており、自身のことはモカ（最可＝「最も可愛い」の略）と名乗っている。しかし両親のクレジット表記は下記の通り、「のり子の○」となっている。
早川 芽衣
声 - 藤井ゆきよ / 演 - 吉田志織
麦の中学時代の先輩。金髪のショートヘアの女子で、耳にアクセサリーをしている。
寺内 タクヤ
声 - 小林裕介 / 演 - 猪野広樹
恋人らしき女性（表記は「タクヤの女」／声 - 櫻井浩美）がいる。
桐嶋 篤也
声 - 浅沼晋太郎
早苗の従兄弟。親戚の葬式で再会した早苗に一目惚れをし、以降早苗に好意を寄せている。少し伸ばした髪が特徴的で、目鼻立ちは整っている。温厚な性格だがストレートな物言いで、早苗に対しては積極的にアプローチしようとする。
三戸
声 - 津田美波
花火のクラスメイト。女子なのだがキャスト表記は姓部分のみ。メガネを掛けており、髪型はぱっつん。
あゆみ
声 - 朝井彩加
花火のクラスメイト。早苗と風貌が似ている少女。
山本 未来
声 - 天﨑滉平
童顔（ただし見掛け上なのでそうでない可能性あり）のメガネを掛けている少年で、（多分）花火のクラスメイト。
森山 武
声 - 木島隆一
水笛 龍也
声 - 石谷春貴
花火の母
声 - 久川綾
のり子の父／母
声 - 相馬康一／木村珠莉
斎藤／みよ
声 - 榎木淳弥／長縄まりあ
4話の中学時代部分で登場。どちらももう片方の名前は不詳。
本吉 憂実／倉田 織
声 - 吉本実憂／桜田通
憂実は6話・織は11話で登場。2人とも声優がドラマ版の主人公格出演者である。

## 書誌情報

### 単行本
- 横槍メンゴ 『クズの本懐』 スクウェア・エニックス〈ビッグガンガンコミックス〉、全9巻
- 第9巻は『クズの本懐 décor』
  1. 2013年2月19日発売[5]、ISBN 978-4-7575-3887-0
  2. 2013年10月25日発売[6]、ISBN 978-4-7575-4103-0
  3. 2014年4月25日発売[7]、ISBN 978-4-7575-4264-8
  4. 2014年11月19日発売[8]、ISBN 978-4-7575-4467-3
  5. 2015年6月25日発売[9]、ISBN 978-4-7575-4678-3
  6. 2016年3月25日発売[10]、ISBN 978-4-7575-4895-4
  7. 2016年12月24日発売[11]、ISBN 978-4-7575-5199-2
  8. 2017年3月25日発売[12]、ISBN 978-4-7575-5235-7
    - 『プレミアムヴィジュアルコレクション付き 初回限定特装版』 同日発売[13]、ISBN 978-4-7575-5236-4

  9. 2018年7月19日発売[14]、ISBN 978-4-7575-5779-6

### 関連書籍
- 横槍メンゴ『クズの本懐 7.5 公式ファンブック Ambivalent』2016年12月24日発売[15]、ISBN 978-4-7575-5200-5

## テレビアニメ
2016年3月17日、ニコニコ生放送にて生配信された「ノイタミナプロジェクト発表会2016」にてテレビアニメ化を発表。2016年10月25日、キービジュアル第一弾とPV第一弾、一部スタッフが発表された。同年11月24日には、キービジュアル第二弾、PV第二弾、主要キャスト、主要スタッフが発表された。
2017年1月より3月まで、フジテレビ「ノイタミナ」枠にて放送された。

### スタッフ
- 原作 - 横槍メンゴ（月刊「ビッグガンガン」スクウェア・エニックス刊）
- 監督 - 安藤正臣
- シリーズ構成・脚本 - 上江洲誠
- キャラクターデザイン・総作画監督 - 黒澤桂子
- プロップデザイン - 吉田みずき
- キーアニメーター - 渡辺真由美
- デザインワークス - 白石慶子
- 美術設定 - 大平司
- 美術監督 - 鈴木友成
- 色彩設計 - 柳澤久美子
- 撮影監督 - 國井智行
- CG監督 - 内山正文
- 編集 - 及川雪江
- 音響監督 - 明田川仁
- 音楽 - 横山克
- 音楽制作 - フジパシフィックミュージック
- 音楽プロデューサー - 舩橋宗寛
- チーフプロデューサー - 森彬俊、三宅将典
- プロデューサー - 藤山直廉、若林豪、小松翔太
- アニメーションプロデューサー - 比嘉勇二
- アニメーション制作 - Lerche
- 製作 - 「クズの本懐」製作委員会（フジテレビジョン、アニプレックス、スクウェア・エニックス、京楽産業ホールディングス、関西テレビ放送、電通）

### 主題歌
「嘘の火花」
オープニングテーマ。作詞・作曲・編曲は谷口尚久、歌は96猫。
「平行線」
エンディングテーマ。作詞・作曲・歌はさユり、編曲はカワイヒデヒロ。

### 各話リスト
| 話数     | サブタイトル                | 絵コンテ        | 演出              | 作画監督 |
| -------- | --------------------------- | --------------- | ----------------- | --- |
| 第一話   | 望み叶え給え                | 安藤正臣        | 安藤正臣          | 黒澤桂子、市川美帆                                                                                          |
| 第二話   | そのぬくもりに用がある      | 安藤正臣        | 福井洋平          | 樋上あや、市川美帆 成川多加志、星野真澄                                                                     |
| 第三話   | Show Me Love (Not A Dream)  | 安藤正臣        | 久保山英一        | 永田陽菜、成川多加志、樋上あや 岩佐とも子、樋口博美、難波聖美                                               |
| 第四話   | Bad Apple!!                 | 加瀬充子        | 笹原嘉文          | 市川美帆、もりやまゆうじ                                                                                    |
| 第五話   | DESTRUCTION BABY            | 南康宏          | 南康宏            | 樋口博美、成川多加志、永田陽菜 岩佐とも子、前田義宏                                                         |
| 第六話   | X次元へようこそ             | 加瀬充子        | 秦義人            | 大沢美奈、市川美帆、藤田亜耶乃 金子美咲、伊藤晋之、成川多加志                                               |
| 第七話   | 愛はたくさん (LOTS OF LOVE) | 望月智充        | 鈴木拓磨          | 樋口博美、永田陽菜、成川多加志 市川美帆、金子美咲、牛ノ濱由惟 西山大吉                                      |
| 第八話   | Sweet Refrain               | 丸川俊之        | 丸川俊之          | 樋口博美、藤田亜耶乃、樋上あや 星野真澄、金子美咲、成川多加志 永田陽菜、西山大吉、前田義宏 松本恵、黒澤桂子 |
| 第九話   | butterfly Swimmer           | 福井洋平 鈴木行 | 福井洋平          | 樋口博美、山本恵美里、樋上あや 市川美帆、金子美咲、成川多加志 鎌田祐輔、黒澤桂子                            |
| 第十話   | カラノワレモノ              | 東海林真一      | 木野目優          | 田中穣、松本恵、鎌田祐輔 樋上あや、成川多加志、市川美帆 渡辺真由美、黒澤桂子                                |
| 第十一話 | やさしいかみさま            | 松林唯人        | 鈴木芳成          | 樋口博美、幸野浩二、金子美咲 藤田亜耶乃、前田義宏、松本恵 成川多加志、黒澤桂子                              |
| 第十二話 | 2人のストーリー             | 鈴木行 安藤正臣 | 笹原嘉文 安藤正臣 | 田中穣、樋上あや、市川美帆 樋口博美、鎌田祐輔、幸野浩二 成川多加志、廣瀨智仁、黒澤桂子                      |

### 放送局
| 放送期間                | 放送時間                     | 放送局             | 対象地域   | 備考           |
| ----------------------- | ---------------------------- | ------------------ | ---------- | -------------- |
| 2017年1月13日 - 3月31日 | 金曜 0:55 - 1:25（木曜深夜） | フジテレビ         | 関東広域圏 | 製作委員会参加 |
|                         |                              | 岩手めんこいテレビ | 岩手県     |                |
|                         |                              | さくらんぼテレビ   | 山形県     |                |
|                         | 金曜 1:20 - 1:50（木曜深夜） | 秋田テレビ         | 秋田県     |                |
|                         | 金曜 1:30 - 2:00（木曜深夜） | テレビ愛媛         | 愛媛県     |                |
|                         | 金曜 1:35 - 2:05（木曜深夜） | テレビ静岡         | 静岡県     |                |
|                         | 金曜 1:45 - 2:15（木曜深夜） | 新潟総合テレビ     | 新潟県     |                |
|                         |                              | テレビくまもと     | 熊本県     |                |
|                         | 金曜 1:55 - 2:25（木曜深夜） | 福島テレビ         | 福島県     |                |
|                         |                              | 関西テレビ         | 近畿広域圏 | 製作委員会参加 |
|                         |                              | テレビ西日本       | 福岡県     |                |
|                         | 金曜 2:00 - 2:30（木曜深夜） | テレビ新広島       | 広島県     |                |
|                         | 金曜 2:05 - 2:35（木曜深夜） | 鹿児島テレビ       | 鹿児島県   |                |
|                         | 金曜 2:10 - 2:40（木曜深夜） | 仙台放送           | 宮城県     |                |
|                         | 金曜 2:15 - 2:45（木曜深夜） | 東海テレビ         | 中京広域圏 |                |
| 2017年1月14日 - 4月1日  | 土曜 0:55 - 1:25（金曜深夜） | サガテレビ         | 佐賀県     |                |
| 2017年1月16日 - 4月3日  | 月曜 2:15 - 2:45（日曜深夜） | 北海道文化放送     | 北海道     |                |
| 2017年1月18日 - 4月5日  | 水曜 1:55 - 2:25（火曜深夜） | 長野放送           | 長野県     |                |

インターネットではAmazon Prime Videoにて配信。

### BD / DVD
| 巻 | 発売日        | 収録話          | 規格品番      | 規格品番      |
| 巻 | 発売日        | 収録話          | BD限定版      | DVD限定版     |
| -- | ------------- | --------------- | ------------- | ------------- |
| 1  | 2017年3月29日 | 第1話 - 第2話   | ANZX-12421/2  | ANZB-12421/2  |
| 2  | 2017年4月26日 | 第3話 - 第4話   | ANZX-12423/4  | ANZB-12423/4  |
| 3  | 2017年5月31日 | 第5話 - 第6話   | ANZX-12425/6  | ANZB-12425/6  |
| 4  | 2017年6月28日 | 第7話 - 第8話   | ANZX-12427/8  | ANZB-12427/8  |
| 5  | 2017年7月26日 | 第9話 - 第10話  | ANZX-12429/30 | ANZB-12429/30 |
| 6  | 2017年8月30日 | 第11話 - 第12話 | ANZX-12431/2  | ANZB-12431/2  |

### Webラジオ
『クズの女子会』は、2017年1月5日から4月13日まで音泉にて毎週木曜に配信されていた番組。パーソナリティは安楽岡花火役の安済知佳と鴎端のり子役の井澤詩織。

## テレビドラマ
2017年1月より、FODで配信ドラマとして先行公開の後、フジテレビでも1月19日 - 4月6日まで毎週木曜1:55（水曜深夜）から放送されていた。

### スタッフ（ドラマ）
- 原作 - 横槍メンゴ
- 脚本 - 萩原恵礼、髙橋幹子
- 音楽 - 河内結衣
- エンディングテーマ「平行線」[24]

作詞・作曲・歌 - さユり / 編曲 - カワイヒデヒロ
- プロデュース - 岡本真由子
- 協力プロデュース - 小林和紘（FCC）
- 演出 - 宮木正悟、品田俊介

### 放送局（ドラマ）
| 放送期間               | 放送時間                     | 放送局     | 対象地域   | 備考 |
| ---------------------- | ---------------------------- | ---------- | ---------- | ---- |
| 2017年1月19日 - 4月6日 | 木曜 1:55 - 2:25（水曜深夜） | フジテレビ | 関東広域圏 |      |

### 放送日程
| 話数     | 放送日        | サブタイトル                                                       | 脚本     | 演出 |
| -------- | ------------- | ------------------------------------------------------------------ | -------- | ---- |
| 第一話   | 2017年1月19日 | 報われない恋、切ない恋、片想い。それってそんなに美しいものですか？ | 荻原恵礼 |      |
| 第二話   | 2017年1月26日 | 人を好きな気持ちって、切実で、ぐちゃぐちゃで                       | 荻原恵礼 |      |
| 第三話   | 2017年2月2日  | 意味深な笑み、かすかな匂い                                         | 髙橋幹子 |      |
| 第四話   | 2017年2月9日  | 人の好意ほど気持ちのイイものなんてない                             | 髙橋幹子 |      |
| 第五話   | 2017年2月16日 | 似てるの。ロクでもないところが…                                    | 荻原恵礼 |      |
| 第六話   | 2017年2月23日 | 交差する歪んだ想い                                                 | 髙橋幹子 |      |
| 第七話   | 2017年3月2日  | 扉の向こう側                                                       | 荻原恵礼 |      |
| 第八話   | 2017年3月9日  | 一途な想い、広がる青空                                             | 髙橋幹子 |      |
| 第九話   | 2017年3月16日 | 笑みと沈黙                                                         | 荻原恵礼 |      |
| 第十話   | 2017年3月23日 | いつになるかわからないけど…                                        | 髙橋幹子 |      |
| 第十一話 | 2017年3月30日 | 誰の記憶にも残らないで死にたい                                     | 荻原恵礼 |      |
| 最終話   | 2017年4月6日  | 交わした契約                                                       | 髙橋幹子 |      |